# 紫雲塾
日本空手道紫雲塾（にほんからどうしうんじゅく）は、日本の空手団体。

## 概要
無流派主義の立場をとる空手団体。スポーツ格闘技としての空手ではなく、武道としての空手を実践する。
独立した団体であり、上部団体等には、加盟しない。
2021年3月19日、埼玉支部が独立し、「NEO空手道 志学会」が設立された。